# Вінні-Пух 2
«Вінні-Пух 2» (англ. Winnie-the-Pooh 2) — фільм Ріса Фрейка-Вотерфілда в жанрі слешера. Продовження картини 2023 року «Вінні-Пух: Кров і мед», а також вільна екранізація книг Алана Мілна та Ернеста Шепарда за участю Вінні-Пуха. Вихід у кінопрокат заплановано на лютий 2024 року.

## Персонажі
- Вінні Пух
- П'яточок
- Тигра

## Виробництво
У червні 2022 року Ріс Фрейк-Вотерфілд, постановник слешера «Вінні-Пух: Кров і мед» (2023), оголосив про своє бажання зняти сіквел, який став би «ще більш масштабним, божевільним та екстремальішним». У листопаді він анонсував другий фільм, а також повідомив про своє повернення до посад режисера та сценариста; нині стрічка зветься «Вінні-Пух 2» (англ. Winnie-the-Pooh 2). За словами Фрейка-Вотерфілда, бюджет у сіквела, у порівнянні з першою частиною, буде «в п'ятеро» більшим. У серпні 2023 року постановник поділився, що новою зброєю Вінні-Пуха стане бензопила.

### Зйомки
Початок зйомок картини заплановано на осінь 2023 року.

## Реліз
Вихід «Вінні-Пуха 2» заплановано на лютий 2024 року.